# Dirophanes invisor
Dirophanes invisor là một loài tò vò trong họ Ichneumonidae.